# Chaetostricha silvestrii
Chaetostricha silvestrii is een vliesvleugelig insect uit de familie Trichogrammatidae. De wetenschappelijke naam is voor het eerst geldig gepubliceerd in 1920 door Kryger.